# Oecetis jayadeva
Oecetis jayadeva är en nattsländeart som beskrevs av Schmid 1995. Oecetis jayadeva ingår i släktet Oecetis och familjen långhornssländor. Inga underarter finns listade i Catalogue of Life.